# Bruchophagus dorycnii
Bruchophagus dorycnii är en stekelart som beskrevs av Zerova 1970. Bruchophagus dorycnii ingår i släktet Bruchophagus och familjen kragglanssteklar. Inga underarter finns listade.